# 李王職
李王職（：／ Iwangjik，日语：／ Ri Ōshoku），是朝鮮日治時期至盟军托管朝鲜时期期間(1911-1947)，由日本宮內省管理李王家事務的職位，設於京城府，受朝鮮總督府監督。

## 組織
- 庶務:司人事、總務各項庶務
- 會計:司經理、財産、營缮
- 掌侍:王公族側近侍從
- 掌祀:司朝鮮王朝以来之宗廟祭祀、陵墓、雅樂
- 掌苑:司昌慶宮各項事務

## 職員
- 長官

總理李王職事務和指揮監督之職員，勅任官。
- 次官

長官之副手，長官有事之時代行職務
- 事務官

管李王家內庶務
- 贊侍
- 管李王及李太王日常起居

- 典祀
- 掌祭祀及墳墓有關事務

- 典醫

負責診候調藥及衛生之事
- 技師

建築土木及園藝技術之事

## 歷代長官
1. 閔丙奭（朝鲜语：민병석） 1911年2月1日 - 1919年10月20日
2. 李載克（朝鲜语：이재극） 1919年10月20日 - 1923年3月1日
3. 閔泳綺（朝鲜语：민영기 (정치인)） 1923年3月1日 - 1926年1月6日
4. 篠田治策（日语：篠田治策） 1927年1月6日 - 1927年4月7日
5. 韓昌洙（朝鲜语：한창수） 1927年4月7日 - 1932年7月1日
6. 篠田治策 1932年7月1日 - 1940年3月9日
7. 李恒九（朝鲜语：이항구） 1940年3月9日 - 1945年3月10日
8. 兒島高信（日语：児島高信） 1945年3月10日 - 1945年5月16日
9. 張間憲植（朝鲜语：장헌식） 1945年5月16日 - 1946年1月30日

## 歷代次官
1. 小宮三保松（日语：小宮三保松） 1911年2月1日 - 1917年1月15日
2. 國分象太郎（日语：国分象太郎） 1917年1月15日 - 1921年9月7日
3. 上林敬次郎（日语：上林敬次郎） 1921年9月16日 - 1923年2月24日
4. 篠田治策 1923年2月24日 - 1932年7月1日
5. 李恒九 1932年7月1日 - 1940年3月9日
6. 兒島高信 1940年3月9日 - 1946年1月30日